# Gheorghe Broșteanu
Gheorghe Broșteanu (ur. 1958, zm. 26 października 2020) – rumuński zapaśnik walczący w stylu wolnym. Zajął dziesiąte miejsce na mistrzostwach świata w 1983. Srebrny medalista mistrzostw Europy w 1981 roku.